# الجنيفي
الجُـنَـيـْفِي بضم الجيم وفتح النون وسكون الياء وكسر الفاء قرية سعودية تقع في منطقة سدير وتتبع محافظة المجمعة. وهي قرية عريقة ضاربة في القدم من قرى إقليم سدير تقع على جانب وادي الفقي شرقاً وتقابلها بلدة العطار غربا ًعلى نفس الوادي، وتحدهاً شمالا مدينة حوطة سدير، وجنوباً عودة سدير، أسر  الجنيفي من العرينات سبيع. هم الفايز - السلوم - الناجم -العبدالكريم - العثمان - الجريّد - العريني
أمارتها لأسرة السلوم من العرينات من سبيع، وترتبط إدارياً بمحافظة المجمعة في منطقة الرياض في المملكة العربية.
تعتبر قرية الجنيفي من القرى التاريخية في إقليم سدير 
تتميز منطقة الجنيفي التاريخية بتوفر المياه العذبة وذلك قبل قيام الدولة السعودية.
اشتهر منها مفكرين وعلماء ورحالة وأهل خير.

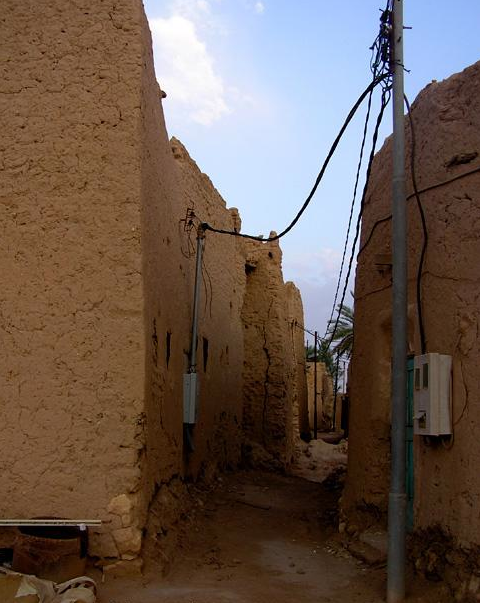
أحد الممرات في الحي القديم

يوجد في الجنيفي شواهد ومباني أثرية قديمة إلا أن الأمطار الغزيرة التي هطلت على المملكة في عام 1418هـ ساهمت بشكل كبير في انهدام العديد من المنازل القديمة في القرية، 
وفي الجنيفي مزرعة قديمة تاريخية بها قصر يسمى ( عرينة )  وهو ملك ال فايز العرينات سبيع .

وفي الجنيفي مجموعه من المزارع والبيوت القديمة التي اجتمعت مع بعضها على شكل شبه دائري ويوجد بها مسجد قديم في وسط القرية يسمى مسجد «العقدة» وقد تم تجديده على الطراز القديم، ويوجد بها مسجد جديد في غربها بني في نهاية القرن الرابع عشر الهجري تقام فيه الصلوات الخمس وصلاة الجمعة، وكان يؤم المصلين فيه ويخطب بهم أمير القرية السابق سعود بن عبد الرحمن السلوم رحمه الله قبل وفاته ، ويوجد بها ساحة صغيره في وسط القرية تسمى «القبّاصه» كانت بئر قديمة وردمت بعد البنيان واستعيض عنها ببئر أخرى على مدخل القرية الغربي.
ومن عوائلها من العرينات من سبيع: الـفـايـز ،السلوم، العبدالكريم، العثمان، الناجم، الرميح.
وقد تم تخطيط وتوزيع المرحلة الأولى من مخطط الجنيفي الجديد في منطقة الطويّات بالقرب من البلدة القديمة وانتقل إليه «مركز الجنيفي» وفيه العديد من المنازل والاستراحات لأهل الجنيفي ومن جاورهم فيها، حيث يتميز المخطط الجديد بارتفاع موقعه وطيب الهواء فيه، وجاري العمل على تخطيط وتوزيع المرحلة الثانية من مخطط الجنيفي الجديد.

## شاهد
- الفيلم الوثائقي لقرية الجنيفي (اصدار عام 1435 هجري) .